# George Stevens
George Stevens (Oakland, Kalifornia, 1904. december 18. – Lancaster, Kalifornia, 1975. március 8.) kétszeres Oscar-díjas amerikai rendező, producer és operatőr.
A filmiparban betöltött helyének köszönhetően csillagja megtalálható a Hollywood Walk of Fame-en.

## Fiatalkora
1904. december 18-án született Oaklandben Landers Stevens és Georgia Cooper színpadi színészek gyermekeként. Két fiútestvére is volt. A színpadi élet alapjait a szüleitől tanulta, akikekkel együtt turnézott és dolgozott. A filmiparba operatőrként tört be, több Stan és Pan produkcióban is dolgozott.

## Karrierje
Élete első rendezői megbízatását 1934-ben kapta a Kentucky Kernels című komédiával. Az áttörést az egy évvel később Katharine Hepburn főszereplésével készült Alice Adams hozta el számára. A '30-as évek végén több filmben is együtt dolgozott Fred Astaire-rel és Ginger Rogersszel.
A második világháború alatt a híradósoknál szolgált Dwight D. Eisenhower tábornok alatt. Az ő egysége készített felvételeket többek között a normandiai partraszállásról és a dachaui koncentrációs táborról.
A háború után filmjei drámaibb hangvételűbbé lettek. Az 1948-ban bemutatott I Remember Mama volt az utolsó olyan munkája, amely komédiai elemeket is felvonultatott. Az '50-es években ért pályafutása csúcsára, amikor kétszer is elnyerte az Oscar-díjat legjobb rendező kategóriában: Egy hely a nap alatt (1951) és az Óriás (1956). Az utolsó produkciója az 1970-es Az egyetlen játék a városban című dráma volt Warren Beatty és Elizabeth Taylor főszereplésével.

## Halála
1975. március 8-án hunyt el szívinfarktusban a kaliforniai Lancasterben található farmján.

## Fontosabb díjai és jelölései
- Oscar-díj
  - 1957 díj: legjobb rendező - Óriás
  - 1952 díj: legjobb rendező - Egy hely a nap alatt
  - 1960 jelölés: legjobb rendező - Anne Frank naplója
  - 1960 jelölés: legjobb film - Anne Frank naplója
  - 1957 jelölés: legjobb film - Óriás
  - 1954 jelölés: legjobb rendező - Idegen a vadnyugaton
  - 1954 jelölés: legjobb film - Idegen a vadnyugaton
  - 1952 jelölés: legjobb film - Egy hely a nap alatt
  - 1944 jelölés: legjobb rendező - The More the Merrier
- Golden Globe-díj
  - 1960 jelölés: legjobb rendező - Anne Frank naplója
  - 1957 jelölés: legjobb rendező - Óriás
  - 1952 jelölés: legjobb rendező - Egy hely a nap alatt
- Cannes-i fesztivál
  - 1959 jelölés: Arany Pálma - Anne Frank naplója
  - 1951 jelölés: zsűri nagydíja - Egy hely a nap alatt

## Jelentősebb filmjei rendezőként
- 1970 - Az egyetlen játék a városban (The Only Game in Town)
- 1965 - A világ legszebb története - A Biblia (The Greatest Story Ever Told)
- 1959 - Anne Frank naplója (The Diary of Anne Frank)
- 1956 - Óriás (Giant)
- 1953 - Idegen a vadnyugaton (Shane)
- 1951 - Egy hely a nap alatt (A Place in the Sun)
- 1948 - Én emlékszem a mamára (I Remember Mama)
- 1943 - Társbérlet (The More the Merrier)
- 1942 - A csintalan úriember (The Talk of the Town)
- 1942 - Az év asszonya (Woman of the Year)
- 1941 - Emlékek szerenádja (Penny Serenade
- 1939 - Gunga Din
- 1937 - Quality Street
- 1936 - Egymásnak születtünk (Swing Time)
- 1935 - Annie Oakley
- 1935 - Alice Adams

## Fordítás
Ez a szócikk részben vagy egészben  a   George Stevens című angol Wikipédia-szócikk fordításán alapul.  Az eredeti cikk szerkesztőit annak laptörténete sorolja fel. Ez a jelzés csupán a megfogalmazás eredetét és a szerzői jogokat jelzi, nem szolgál a cikkben szereplő információk forrásmegjelöléseként.